# Campeonato Chileno de Futebol de 2002 - Segunda Divisão
O Campeonato Chileno de Futebol de Segunda Divisão de 2002 (oficialmente Campeonato Nacional «Banco del Estado» de Primera B de la Asociación Nacional de Fútbol Profesional de Chile 2002) foi a 52ª edição do campeonato do futebol do Chile, segunda divisão, no formato "Primera B". Os 16 clubes, na primeira fase, jogam em dois grupos dividos geograficamente.Na segunda fase os clubes jogam em turno e returno em dois grupos (A e B), onde os quatro melhores vão para o A e os quatro piores para o B. A terceira fase os grupos A e B jogam novamente em turno e returno. O campeão e vice são promovidos para o Campeonato Chileno de Futebol de 2002. Não houve rebaixados para o Campeonato Chileno de Futebol de 2003 - Terceira Divisão.

## Participantes
| Equipe                                        | Cidade       | Região                           | No ano anterior                                                      | Estádio                                    | Capacidade | Títulos                 | Participações |
| --------------------------------------------- | ------------ | -------------------------------- | -------------------------------------------------------------------- | ------------------------------------------ | ---------- | ----------------------- | ------------- |
| Club Deportivo Arica                          | Arica        | Região de Tarapacá               | Décimo Quarto Lugar                                                  | Estádio Carlos Dittborn                    | 10.000     | 1 (1981)                | 22            |
| Club Deportivo Arturo Fernández Vial          | Concepción   | Região de Bío-Bío                | Quarto Lugar                                                         | Estádio Municipal de Concepción            | 35.000     | 1 (1982)                | 12            |
| Club de Deportes Ovalle                       | Ovalle       | Região de Coquimbo               | Décimo Lugar                                                         | Estádio Municipal de Ovalle                | 8.000      | 0 (não possui)          | 36            |
| Club de Deportes Melipilla                    | Melipilla    | Região Metropolitana de Santiago | Décimo Quinto Lugar                                                  | Estádio Municipal Roberto Bravo Santibáñez | 5.500      | 0 (não possui)          | 10            |
| Club Deportivo Magallanes                     | Maipú        | Região Metropolitana de Santiago | Décimo Segundo Lugar                                                 | Estádio Independência                      | 13.500     | 0 (não possui)          | 20            |
| Club Deportivo Universidad de Concepción      | Concepción   | Região de Bío-Bío                | Nono Lugar                                                           | Estádio Municipal de Concepción            | 35.000     | 0 (não possui)          | 5             |
| Club de Deportes Antofagasta                  | Antofagasta  | Região de Antofagasta            | Terceiro Lugar                                                       | Estádio Regional de Antofagasta            | 26.339     | 1 (1968)                | 18            |
| Club de Deportes Iquique                      | Iquique      | Região de Tarapacá               | Décimo Terceiro Lugar                                                | Estádio Municipal de Iquique               | -----      | 2 (1979, 1997 Clausura) | 12            |
| Club de Deportes La Serena                    | La Serena    | Região de Coquimbo               | Décimo Primeiro Lugar                                                | Estádio La Portada                         | 18.500     | 3 (1957, 1987, 1996)    | 17            |
| Naval Deportes de Talcahuano                  | Talcahuano   | Região de Bío-Bío                | Quinto Lugar                                                         | Estádio El Morro                           | 7.152      | 0 (não possui)          | 3             |
| Club Deportivo Provincial Osorno              | Osorno       | Região de Los Lagos              | Sexto Lugar                                                          | Estádio Municipal Rubén Marcos Peralta     | 12.000     | 2 (1990, 1992)          | 12            |
| Corporación Deportiva Everton de Viña del Mar | Viña del Mar | Região de Valparaíso             | Oitavo Lugar                                                         | Estádio Sausalito                          | 25.000     | 0 (não possui)          | 10            |
| Club de Deportes Unión La Calera              | La Calera    | Região de Valparaíso             | Sétimo Lugar                                                         | Estádio Municipal Nicolás Chahuán Nazar    | 10.000     | 2 (1961, 1984)          | 26            |
| Club de Deportes Puerto Montt                 | Puerto Montt | Região de Los Lagos              | Rebaixado do Campeonato Chileno de Futebol de 2001                   | Estádio Regional de Chinquihue             | 5.300      | 0 (não possui)          | 15            |
| O'Higgins Fútbol Club                         | Rancagua     | Região de O'Higgins              | Rebaixado do Campeonato Chileno de Futebol de 2001                   | Estádio El Teniente                        | 14.550     | 1 (1964)                | 7             |
| Club de Deportes Lota Schwager                | Coronel      | Região de Bío-Bío                | Acesso pelo Campeonato Chileno de Futebol de 2001 - Terceira Divisão | Estádio Municipal Federico Schwager        | 18.500     | 2 (1969, 1986)          | 19            |

## Campeão
| Campeão Chileno Segunda Divisão 2002                             |
| ---------------------------------------------------------------- |
| Club de Deportes Puerto Montt (Puerto Montt) (1º título) Campeão |